# Richard French
Richard French (né le 25 février 1947 à Montréal) est un professeur, administrateur et homme politique canadien originaire du Québec.

## Biographie
Richard French est né à Montréal en 1947. Il a obtenu un baccalauréat en biochimie à l'Université de Colombie-Britannique en 1968 et un doctorat en histoire de l'Université d'Oxford en 1973.
Il a été professeur adjoint en histoire à l'Université de Princeton en 1971 et 1972, a travaillé au Ministère d'état pour la Science et la Technologie du Canada de 1972 à 1973 et au Conseil des sciences du Canada de 1973 à 1974. De 1974 à 1977 il a été directeur adjoint au Bureau du Conseil privé du Canada, puis de 1977 à 1981 professeur agrégé à la Faculté d'administration (Faculty of Management) de l'Université McGill. Il a aussi été associé de la firme SECOR de 1978 à 1981.

### Carrière politique
Aux élections québécoises de 1981, Richard French est élu pour le Parti libéral du Québec dans la circonscription de Westmount, un château-fort libéral. Son parti est alors dans l'opposition. Aux élections suivantes, celles de 1985, il est réélu, et cette fois son parti, sous la direction de Robert Bourassa, forme le gouvernement. Le nouveau premier ministre le nomme immédiatement ministre des Communications, poste qu'il conserve jusqu'à ce qu'il quitte le cabinet trois ans plus tard. Il ajoute à cette responsabilité celle de ministre délégué à la Technologie en juin 1988, puis par intérim celle de ministre des Approvisionnements et Services en octobre de la même année.
Au cours de la crise politique concernant l'affichage en anglais dans les commerces, en décembre 1988, French et deux collègues anglophones du Conseil des ministres, Clifford Lincoln et Herbert Marx, démissionnent en protestation contre la Loi 178 qui utilise la clause nonobstant pour interdire l'affichage extérieur en anglais. Il conserve son poste de député mais ne se représente pas aux élections de 1989.

## Carrière après la politique
Après son départ de la politique, Richard French entreprend une carrière chez Bell Canada qui durera sept ans. Il occupe successivement les postes de vice-président aux affaires gouvernementales (1989-1991), vice-président des ventes et services, marchés grand public (1991-1993) et vice-président au développement (1993-1996). Il est par la suite président et chef de la direction de Tata Communications à Hyderabad en Inde de 1996 à 1999.
Son prochain poste est chez Bombardier Transport, à Berlin, comme vice-président de 2002 à 2004. De 2005 à 2007, il est vice-président des télécommunications au Conseil de la radiodiffusion et des télécommunications canadiennes (CRTC). Depuis 2007, il est professeur à l'École supérieure d'affaires publiques et internationales de l'Université d'Ottawa. Il est titulaire de la Chaire CN Paul M. Tellier en entreprise et politique publique depuis 2009.